# Three Ghosts
Three Ghosts es el noveno episodio de la segunda temporada y trigésimo segundo episodio a lo largo de la serie estadounidense de drama y ciencia ficción, Arrow. El episodio fue escrito por Geoff Johns y Ben Sokolowski, basados en la historia de Greg Berlanti & Andrew Kreisberg; dirigido por John Behring y fue estrenado el 11 de diciembre de 2013.
Después de enfrentarse a Cyrus Gold, Oliver es drogado y dado por muerto. Decidida a curarlo, Felicity toma una decisión arriesgada. La cura provoca que Oliver experimente alucinaciones que lo obligan a enfrentarse a su pasado. Mientras tanto, Barry sigue ayudando a Felicity y su relación se hace más fuerte. Arrow le pide al oficial Lance que investigue a Gold pero todo sale mal y alguien muere. Finalmente, Roy es capturado y torturado por el Hermano Sangre.

## Argumento
Mientras Oliver se debate entre la vida y la muerte, Barry deduce que la sustancia que le fue inyectada fue un poderoso coagulante, por lo que decide inyectarle veneno para ratas, que actúa como un anticoagulante; así mismo, es capaz de obtener las huellas dactilares del hombre que lo atacó para poder identificarlo. Oliver despierta e inmediatamente ataca a Barry, sin embargo, Felicity interviene diciéndole que el chico acaba de salvarle la vida. Oliver está notoriamente enojado con la chica por haberle revelado su secreto a Barry, pero él le dice a Oliver que ella solamente lo hizo para salvarle la vida y que puede confiar en que él va a guardar su secreto.
Barry y Felicity son capaces de identificar e identificar al atacante de Oliver, Cyrus Gold. Diggle decide ir junto con Oliver en busca de Gold; Diggle le pide a Oliver que se quede en el auto mientras él entra a investigar y tiene un enfrentamiento con Gold. Más tarde, Oliver regresa a la mansión Queen y se encuentra con Moira, quien le dice que está preocupada por Thea, ya que ésta no quiere salir de su habitación. Oliver va a la habitación de Thea, quien le confiesa que Roy fue herido por el vigilante y ella y Sin lo están cuidando pero no quiere que su madre se entere porque entonces cambiaría la opinión que tiene sobre Roy. Oliver les aconseja que dejen de hacer lo que sea que estuvieran haciendo y extrae la flecha de la pierna de Roy, luego le llama a Diggle y le pide que lleve el botiquín de primeros auxilios.
Al salir de la habitación de Thea, Oliver tiene una alucinación y cree ver a Shado, quien le advierte que deje su lucha porque de lo contrario todos a los que ama morirán. Preocupado por su alucinación, Oliver regresa a la base de operaciones y le pregunta a Barry si la sustancia que le inyectó tiene efectos secundarios y se ofrece a tomar una muestra de sangre para analizarla. Barry le responde que puede causar sudoración excesiva y alucinaciones. Oliver confiesa que está teniendo alucinaciones de una chica que estuvo con él en la isla después de que Felicity le preguntase y decide que es hora de pedir la ayuda de la policía.
Oliver acude al oficial Lance y le cuenta sobre Cyrus Gold y le pide que esté preparado para enfrentar algo que jamás imaginó. Mientras habla con Quentin, Oliver sufre una nueva alucinación, esta vez creyendo ver a Slade. Mientras tanto, Thea, Sin y Roy acuden a Laurel y le explican lo que sucedió con Max y sus sospechas sobre la campaña de donación de sangre que organizó Blood; Laurel accede ayudarlos pero no les promete poder hacer mucho. Mientras esperan los resultados de la muestra de sangre de Oliver, Barry le pregunta a Felicity por qué le mintió al decirle que no está enamorada de Oliver, la chica le responde que no está enamorada de su jefe pero Barry parece no creerle, sin embargo, son interrumpidos por Oliver, quien les pide un poco de privacidad.
Poco después de que Felicity y Barry lo dejaran solo, Oliver vuelve alucinar con Slade, quien le reclama por ser un cobarde y haberlo traicionado y comienzan una pelea. El oficial Lance, acude con el detective Hilton y lo convence de ir tras Cyrus Gold, el oficial Daily escucha la conversación y les pide unirse al grupo, poco después le llama a Blood y le informa la policía está tras Gold. Al terminar la llamada con Daily, Sebastian le llama a Gold y le ordena encontrarse con la policía. Laurel visita a Thea, Roy y Sin en la mansión de los Queen y les confirma que Max no era un adicto pero que todos los donadores que participaron en la campaña de Blood fueron enviados a realizarse un examen psicológico. El operativo para capturar a Gold es puesto en marcha y los policías pronto se encuentran con él. Cyrus ataca a Quentin, quien antes de caer inconsciente logra quitarle una llave. El detective Hilton le dispara a Cyrus y este lo enfrenta, sujetándole la mano en la que porta el arma, provocando que Hilton se dispare a sí mismo. Después de enterarse de lo ocurrido a Hilton y Lance, Arrow decide visitar a Quentin en el hospital y este le entrega la llave que le robó a Cyrus.
De vuelta en la base, Oliver le pide a Felicity que investigue de dónde es la llave que le dio Quentin. Barry le dice a Oliver que los resultados de la prueba de sangre arrojan que todo está bien y que las alucinaciones son un problema psicológico y le pregunta si alguna vez ha pensando en usar una máscara en lugar de pintarse la cara. Después de ingresar al consultorio donde le fue practicado el examen psicológico a Max, Roy encuentra su expediente y la leyenda «Mirakuru» en el reverso de la foto de Max, un sujeto entra y comienza a rociar gasolina en el lugar. Roy empuja al sujeto y logra salir del consultorio pero es capturado por Cyrus y llevado ante Sebastian que le inyecta el suero Mirakuru. Mientras tanto, Felicity localiza el lugar al pertenece la llave que Quentin le dio a Oliver.
Arrow irrumpe en el lugar donde Roy es mantenido cautivo mientras el Hermano Sangre lo declara como un sujeto fallido. El Vigilante le pregunta al Hermano Sangre de dónde proviene el suero que está usando, pero este se niega a decirle y le ordena a Cyrus acabar con el vigilante. Arrow es golpeado por Cyrus y casi derrotado, sin embargo, la alucinación de Tommy le pide a Oliver que luche y contraataque. Finalmente, Oliver se repone y contraataca y lanza una flecha a la centrífuga, provocando una explosión que destruye el suero, que se derrama en el rostro de Cyrus, matándolo aparentemente. Blood ha huido y Oliver lucha por traer de vuelta a la vida Roy. El chico despierta en la habitación de Thea, quien junto a Sin aparecen preocupadas porque no lo encontraban en ningún lado. Cuando las chicas se van, Roy descubre que el suero ha sanado la herida de flecha en su pierna. En la base, Oliver le confiesa a Diggle que está preocupado por Roy y le pide que lo tenga vigilado, mientras tanto, Felicity le informa que Barry regresó a Ciudad Central porque quería estar a tiempo para cuando encendieran el acelerador de partículas.
En Ciudad Central, Barry llega tarde para el encendido del acelerador de partículas y en su laboratorio escucha en las noticias que hay cierta preocupación tras el encendido del acelerador, mientras al fondo se ve una explosión por su ventana y la onda expansiva alcanza el laboratorio de Barry y es alcanzado por un rayo que lo lanza contra unos químicos, dejándolo inconsciente. Mientras tanto, Sebastian se encuentra con su jefe, que resulta ser Slade Wilson quien lo reprende por haberse enfrentado a Arrow. Sebastian deduce que Slade y el vigilante se conocen y Slade le dice que es su amigo y le revela su plan de venganza: quitarle todo lo que le importa, destruir a todos aquellos que elijan seguirlo, corromper a aquellos que ama. Una vez que haya perdido a todos y todo lo que valora para finalmente asesinarlo. Finalmente, Felicity le dice a Oliver que Barry le dejó un regalo. Cuando lo abre, descubre que es una máscara y Felicity se la pone.
En un flashback, el doctor Ivo y sus hombres capturan a Shado, Sara y Oliver y dejan el cuerpo de Slade en el submarino. Más tarde, Ivo pone a elegir a Oliver entre salvar la vida de Sara o salvar a Shado. Cuando Oliver se niega a elegir, Ivo apunta a Sara, Oliver se interpone entre ellos e Ivo acepta eso como su elección y le dispara a Shado. Slade despierta y sale en busca de Shado, llegando hasta donde se encuentran Ivo, sus hombres y los prisioneros y al darse cuenta de la muerte de Shado, comienza a asesinar a los hombres de Ivo, quien huye inmediatamente.

## Elenco
- Stephen Amell como Oliver Queen.
- Katie Cassidy como Dinah Laurel Lance.
- David Ramsey como John Diggle.
- Willa Holland como Thea Queen.
- Emily Bett Rickards como Felicity Smoak.
- Colton Haynes como Roy Harper.
- Manu Bennett como Slade Wilson.
- Susanna Thompson como Moira Queen.
- Paul Blackthorne como el oficial Quentin Lance.

## Continuidad
- Three Ghosts es el tercer episodio de la temporada en contar con el reparto principal completo.

- Los otros dos episodios fueron City of Heroes e Identity.

- Tommy Merlyn fue visto anteriormente en Sacrifice.
- Laurel Lance fue vista anteriormente en State v. Queen.
- El título de este episodio es una referencia a la novela A Christmas Carol, escrita por Charles Dickens. De esta forma, Shado representa el pasado; Slade representa el presente y las dudas que Oliver tiene sobre sí mismo y Tommy representa el futuro, que le ofrece redención.
- Este es el segundo episodio de un arco argumental centrado en Barry Allen.
- En este episodio se revela que Shado murió en Lian Yu.

- El Dr. Ivo le dispara después de hacer escoger a Oliver entre ella y Sara.

- Este episodio marca la primera aparición de Slade Wilson en el presente.
- Se revela que Sebastian Blood y Laurel son amigos cercanos.
- Solomon Grundy es mencionado por Diggle en este episodio.

- Diggle encuentra una revista en la habitación de Cyrus Gold. Oliver comenta que se trata de un poema que representa las siete etapas de la vida, desde el nacimiento hasta la muerte.

- Roy Harper es inyectado con el Mirakuru.

- El Hermano Sangre lo declara como un sujeto fallido, sin embargo Oliver logra traerlo de nuevo a la vida.

- Se revela que Sebastian Blood trabaja para Slade Wilson y que la sangre de este sirvió para desarrollar el nuevo suero.
- Slade prohíbe a Blood enfrentarse a Arrow.
- Oliver tiene alucinaciones de Shado, Slade y Tommy.
- El oficial Lance resulta herido gravemente después de un enfrentamiento con Cyrus Gold.
- Shado, Cyrus Gold y Lucas Hilton mueren en este episodio.
- Barry Allen regresa a Ciudad Central y sufre un accidente debido a la explosión del acelerador de partículas, con el que obtiene sus poderes.
- Oliver comienza a usar una máscara, regalo de Barry Allen.
- Este episodio es considerado el final de media temporada de la serie.

## Desarrollo

### Producción
La producción de este episodio comenzó el 1 de octubre y terminó el 9 de octubre de 2013.

### Filmación
El episodio fue filmado del 10 al 22 de octubre de 2013.

## Recepción

### Recepción de la crítica
Jesse Schedeen, de IGN calificó al episodio como asombroso y le otorgó una puntuación de 9.6, comentando: "Aparte de un debut poco decepcionante para Flash, este episodio disparó a toda máquina. "Three Ghosts" compite fácilmente con lo mejor de las temporadas 1 y 2 y puede, de hecho, ser el mejor episodio que el equipo de Arrow ha entregado hasta ahora. Los giros seguían llegando, el drama nunca se detuvo, y tenemos un nuevo enemigo muy convincente que Ollie tendrá que enfrentar en la segunda mitad de la temporada".

### Recepción del público
En Estados Unidos, Three Ghosts fue visto por 3.02 millones de espectadores, recibiendo 1.1 millones de espectadores entre los 18 y 49 años, de acuerdo con Nielsen Media Research.